# Ötvös Béla
Ötvös Béla (Komádi, 1888. augusztus 2. – Nagyvárad, 1970. október 21.) magyar író, hírlapíró, szerkesztő, lapkiadó.

## Életútja
Középiskolai tanulmányait Budapesten és Nagyváradon végezte (1906), s újságírói pályára lépett. Budapesti és debreceni lapok külső munkatársaként közölt riportjaival vonta magára Fehér Dezső figyelmét, aki a Nagyváradi Naplóhoz szerződtette (1912).
1914 júliusában a nagyváradi úgynevezett Jégpincében R. Rónai Károly, a Szabadság helyettes szerkesztője pisztoly- és kardpárbajt vívott Antal Sándorral, a Nagyváradi Napló felelős szerkesztőjével, továbbá Zoltán Jenővel és Ötvös Bélával, a Nagyváradi Napló munkatársával. R. Rónai először pisztolypárbajt vívott Antal Sándorral, ez sebesülés nélkül végződött, majd kardpárbajban megsebesítette Zoltán Jenőt a karján, végül pedig pisztolypárbaja volt Ötvös Bélával 25 lépés távolságról kétszeri golyóváltással és amikor ebben egyik fél sem sérült meg, kardpárbajt vívtak a felek lovassági karddal bandázs nélkül, mely során Ötvös oly veszedelmes vágást kapott az arcára, hogy a párbaj után kórházba kellett szállítani. A párbaj oka összeszólalkozás volt.
Az I. világháború négyévi frontszolgálata után rokkantan került haza, a Nagyváradi Napló főszerkesztő-helyettese volt 1920-ig, majd Hétfői Lap címmel lapot indított, melyből a Magyar Hírlap c. politikai napilap alakult. Megszűnte (1922) után a kolozsvári Keleti Újság helyi szerkesztője (1923–34), s 1936-tól az Ellenzék munkatársa volt. Közben új lapokkal próbálkozott, így Vasárnapi Lapok címmel képes társadalmi folyóiratot adott ki (1934–35). A II. világháború alatt a Gestapo elhurcolta. Hazatérve a kolozsvári Erdély, majd Igazság nagyváradi tudósítója volt 1954-ben történt nyugdíjazásáig.

## Munkássága
Már diákéveiben jelentkezett tudósításaival a Nagyvárad c. napilapban. Saját kiadásában megjelentetett Május c. elbeszéléskötetével irodalmi sikert ért el. Az ő tollából jelent meg a Nagyváradi Napló hasábjain forrásértékű tudósítás a kommün nagyváradi időszakáról és a város román megszállásáról 1919-ben. Ugyanitt jelent meg beszámolója a geszti sírboltnál megtartott első Tisza István-emlékünnepélyről. Munkatársa, majd szerkesztője a Bihar megye és Nagyvárad kultúrtörténete és öregdiákjainak emlékkönyve c. kötetnek (1934-37). A deportált nagyváradi zsidók visszaemlékezéseiből szerkesztett műve (Porrá és hamuvá...), újságírói működésének krónikája (Ködön át) és egy első világháborús hadifogolyregénye (Fehér bestia) kéziratban maradt. Ady-emlékeit is csak 25 évvel halála után adták ki. Ezekből még életében Kovalovszky Miklós is közölt az Emlékezések Ady Endréről c. dokumentumgyűjteményében (Budapest, 1961-74).

## Kötetei
- Május (elbeszélések, Debrecen 1909)
- Krónikák könyve (Kolozsvár, 1920)
- "... és megbüntetem hetedíziglen" (történelmi regény, Nagyvárad, 1938, újra kiadva uo., 1940)
- Megidézett múlt (Ady-emlékek. Nagyvárad, 1994)
- Porrá és hamuvá. A német fasiszta haláltáborokba deportált Horvát Ernő elbeszélése nyomán; Pelikán–Keresztény Kutatóközpont, Nagyvárad, 1997